# Atlante linguistico
Un atlante linguistico è una serie di tavole geografiche che mostrano in genere le varianti locali di un determinato vocabolo.
L'atlante linguistico, quindi rappresenta uno strumento fondamentale per lo studio della geografia linguistica

## Impieghi e utilizzi
Da queste varianti si possono ricavare le isoglosse e quindi definire - tramite uno studio approfondito - i confini linguistici delle diverse lingue o parlate dialettali della regione, rintracciare le zone al centro di innovazioni, comprendere le relazioni cronologiche intercorrenti fra due fenomeni diversi. Ad esempio, è possibile tracciare una cartina per la parola papà: se in una città è di maggior uso la parola babbo ed in un'altra la parola papà, tra le due località passerà sicuramente almeno una volta un'isoglossa.
Le informazioni ricavate dall'atlante linguistico, di natura sincronica, quando vengono avallate da studi storici, permettono di definire varie norme, chiamate "spaziali" , come ad esempio la "norma delle aree laterali", che consente di stabilire, nel caso di una presenza di fenomeni (sintattici, fonetici, lessicali, etc.) diversi tra una zona centrale e una - o più - laterali, una ricostruzione cronologica e spaziale delle variazioni. Inoltre, l'atlante linguistico è utilizzato per studi comparativi, necessari per stabilire le cause di una variazione linguistica, appartenente alla categoria della omofonia e della omonimia.

## Metodi di ricerca
Per realizzare un atlante geografico, gli specialistici seguono una serie di principi di metodo:
- Scelta dei punti di indagine eseguita in base a criteri etnico-linguistici;
- Preparazione del questionario con le domande da porre a individui scelti come campione;
- Il raccoglitore, ossia colui che deve ascoltare ed analizzare le diversità fonetiche;
- Le fonti, selezionate in base alle caratteristiche culturali, e professionali degli individui da ascoltare;
- Il metodo della interrogazione, che deve consentire un tipo di risposta genuino e non influenzato dal raccoglitore.

## Storia
I più antichi precursori degli atlanti linguistici risalgono al XVII secolo. Un vecchio esemplare di "atlante linguistico" della penisola iberica conservato all'Archiginnasio di Bologna consta di oltre 200 tavole, di cui ognuna riporta lo sfondo geografico della penisola Iberica indicando le varianti locali.
In un'epoca più recente, uno dei padri della geografia linguistica propriamente detta è stato lo svizzero Jules Gilliéron (1854-1926),
che diresse e pubblicò, nel primo decennio del Novecento, l'Atlas Linguistique de la France ( v. Universitäts- und Landesbibliothek Tirol (archiviato dall'url originale il 7 ottobre 2017)), con informazioni raccolte su tutto il territorio nazionale francese dal suo collaboratore Edmond Edmont. Gli sviluppi metodologici hanno consentito, a partire da quegli anni, successive ondate di studi e ricerche.

## Atlanti linguistici sul territorio italiano
Per l'Italia sono due le grandi imprese che hanno coinvolto l'intero territorio nazionale: l'AIS e l'ALI.
L'AIS, pubblicato dal 1928 al 1940, correntemente citato come Atlante Italo-Svizzero ma intitolato Sprach- und Sachatlas Italiens und der Südschweiz (Atlante linguistico ed etnografico dell'Italia e della Svizzera meridionale), fu ideato e diretto da Karl Jaberg e Jakob Jud, che si valsero delle ricerche sul campo appositamente effettuate da Paul Scheuermeier, Gerhard Rohlfs e Max Leopold Wagner.
L'ALI (Atlante Linguistico Italiano) ha avuto una storia molto più travagliata e non ancora conclusa: avviato nella stessa epoca in cui partì l'AIS, è tuttavia giunto alla pubblicazione dei primi volumi solo a partire dal 1995. Molti sono gli studiosi che si sono avvicendati alla direzione e alla realizzazione dell'ALI. Fra i raccoglitori, bisogna ricordare almeno la singolare figura di Ugo Pellis.
Oltre agli atlanti nazionali, per l'Italia (come per altri paesi) si segnalano numerosi atlanti linguistici regionali e subregionali. Si può anche ricordare L'Europa etnico linguistica, atlante descrittivo in tre carte speciali colorite con testo dimostrativo di Achille Dardano, edito nel 1916 dall'Istituto Geografico De Agostini, in cui figura anche l'Italia.